# Peter-Martin Schmidt
Peter-Martin Schmidt (* 1. August 1959 in Karlsruhe) ist ein römisch-katholischer Theologe und Domkapitular im Bistum Fulda. Von 2002 bis 2008 war er Generalvikar des Bistums Fulda und ist seit dem 1. September 2012 bischöflicher Beauftragter für die aus der Kirche Ausgetretenen.

## Leben
Schmidt wuchs in Marburg-Cappel auf. Nach seinem Abitur 1978 studierte er an der Theologischen Fakultät Fulda, sowie in Toulouse, Bonn und Innsbruck Katholische Theologie und Philosophie und empfing am 23. Juni 1984 in Fulda die Priesterweihe.
Anschließend war er Kaplan in Bad Orb. 1988 wurde er Bischofskaplan bei Erzbischof Johannes Dyba und im September 1993 Schulpfarrer an der Bischöflichen Stiftsschule St. Johann in Amöneburg. Dort war er zugleich Religionslehrer, Schulseelsorger, Leiter des Johanneshauses und Regionalreferent für Erwachsenenbildung.
Am 14. April 1994 verlieh ihm Papst Johannes Paul II. den Ehrentitel Kaplan Seiner Heiligkeit. Bischof Heinz Josef Algermissen berief ihn am 21. September 2002 zum Generalvikar des Bistums Fulda. Am 1. Januar 2003 wurde er durch Johannes Paul II. zum Päpstlichen Ehrenprälaten ernannt. Seit Juli 2004 ist Schmidt zudem Domkapitular in Fulda. Vom 26. Oktober 2008 bis 1. August 2012 war er Dompfarrer der Fuldaer Dompfarrei. Seit dem 1. September 2012 ist er Bischöflicher Beauftragter für die aus der Kirche Ausgetretenen.